# Пијанист (ТВ филм)
„Пијанист” је југословенски ТВ филм из 1983. године. Режирао га је Ванча Кљаковић а сценарио су написали Ванча Кљаковић, Вељко Ковачевић и Томислав Радић.

## Улоге
| Глумац            | Улога |
| ----------------- | ----- |
| Томислав Ралиш    | Павле |
| Божидар Алић      | Макс  |
| Душко Гојић       | Брко  |
| Алма Прица        |       |
| Заим Музаферија   |       |
| Фрањо Јелинек     |       |
| Божидар Кошчак    |       |
| Владимир Облешчук |       |
| Ивица Пајер       |       |
| Ангел Палашев     |       |

Остале улоге  ▼
| Глумац           | Улога |
| ---------------- | ----- |
| Гордан Пицуљан   |       |
| Данило Попржен   |       |
| Ђорђе Рапајић    |       |
| Жарко Савић      |       |
| Влајко Шпаравало |       |
| Адам Врбенски    |       |
| Ивица Задро      |       |
| Игор Замбели     |       |